# Laurent Henkinet
Laurent Henkinet (Rocourt, 14 settembre 1992) è un ex calciatore belga, di ruolo portiere.

## Carriera
Ha giocato nella prima divisione belga.